# Dryocampa rubicunda
Dryocampa rubicunda este o molie din America de Nord, aparținând familiei Saturniidae. Masculii au o anvergură de 32–44 mm, iar femelele de 40–50 mm.